# Frankton (Hamilton)
Pour les articles homonymes, voir Frankton.
Frankton est une banlieue centrale de la ville de Hamilton, située dans l’île du Nord de la Nouvelle-Zélande.

## Histoire
Frankton Borough Council fut constitué en 1913, mais a fusionné avec la ville d’Hamilton en 1917 après un scrutin en 1916.

## Chemin de Fer

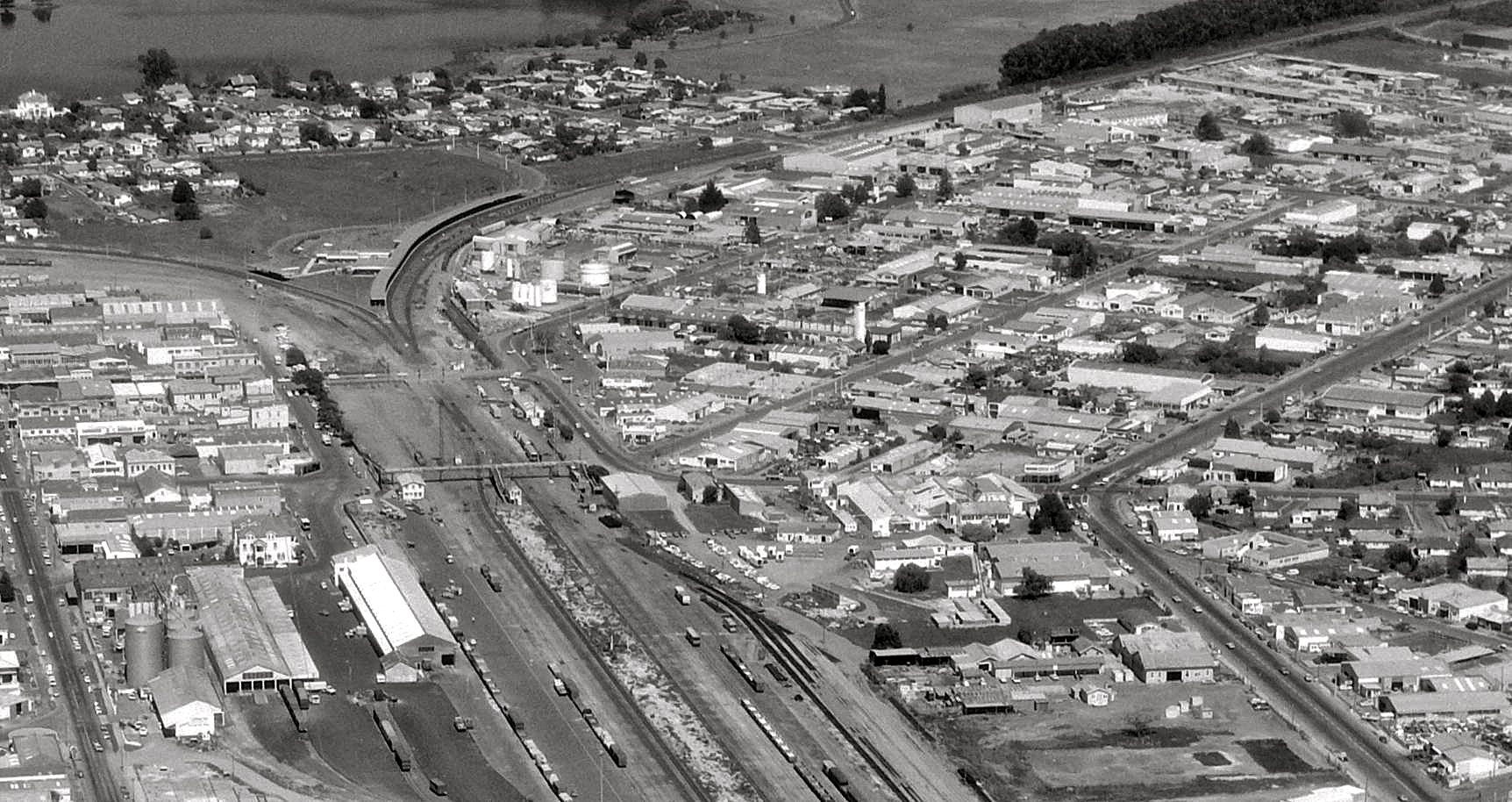
Jonction de Frankton en 1980, montrant la gare de 1975 et le site de la nouvelle gare prévue en bas au centre. ‘Whites Aviation Ltd’: Photographs. Ref: WA-75315-F. Alexander Turnbull Library, Wellington, New Zealand. http://natlib.govt.nz/records/22676980

Frankton est la localisation de la seule gare de passagers de la ville de Hamilton.
La station est située à la jonction de la ligne de la North Island Main Trunk (en) (NIMT) et de l’East Coast Main Trunk (en) mais le service pour les passagers sur la ligne de la East Coast fut interrompu et seul le train de passagers du Northern Explorer (en) s’y arrête six jours par semaine sur son trajet entre Auckland et Wellington au niveau du NIMT.
La station était autrefois appelée Jonction de Frankton (en), une gare très importante et comprenait le salon de thé de Frankton Tea Rooms, maintenant fermé, où les passagers des trains ne comportant pas de wagon restaurant pouvaient s’arrêter pour acheter de la nourriture et des boissons.
De nombreux magasins et les maisons des travailleurs du rail étaient situés dans la zone à l’ouest des voies de chemin de fer.

## La rue du Commerce
La rue principale de Frankton, Commerce Street, et les rues alentour, forment l’une des plus importantes zones suburbaines de commerce de Hamilton City, qui ne soit pas un centre commercial constitué.
Le secteur est dominé par la structure, bien connu localement et appartenant au département du commerce nommé Forlongs Furnishings de Frankton, établi en 1946.
En 2015, il ferma mais rouvrit en 2016 dans l’une des parties de la zone d’approvisionnement sous forme d’un magasin de fournitures situé dans Rawhiti St et plus loin, qui fut ensuite étendu en retour dans les locaux de Commerce St en 2018.

## Industrie
Frankton a longtemps été le centre industriel de la ville d'Hamilton.
En plus du Railway House Factory, un autre employeur majeur était une usine située sur un site de 3,4 ha, à côté des voies de chemin de fer au niveau des rues Massey et Lincoln streets, spécialisées dans les fromage de tête, saucisses et saucisson de Bologne à partir de 1901 jusqu’en 2014. Les cochons étaient abattus ici de 1911 à 1999. Il avait un embranchement sur le chemin de fer de 1912 jusqu’en 1990. L’usine a eu plusieurs propriétaires, et en particulier la société Waikato Farmers' Bacon Co.
W.Dimock & Co Ltd, et J.C.Hutton Australie de 1926 à 1986, puis la société Hutton fusionna avec Kiwi Bacon Co pour devenir Hutton's Kiwi. En 2007, la société Goodman Fielder reçut un avertissement pour l’usage fallacieux d’un label, dans la mesure où certains des porcs étaient importés.
En 2014, ils vendirent leur marque de viande à la société Hellers et 125 employés perdirent leur travail.

## V8 Supercars
La branche néo-zélandaise de l'Australien V8 Supercars[Quoi ?] était centré sur le Hamilton Street Circuit (en) dans et autour de Frankton, chaque année au mois d’avril de 2008 à 2012.

## Tornade
Trois personnes furent tuées, sept victimes furent sévèrement blessées et les dommages pour les propriétés furent lourds après une tornade, qui glissa au-dessus de la ville de Hamilton à partir du nord-ouest, peu de temps avant la mi-journée du 25 août 1948. La tornade, qui apparaît avoir pris naissance dans la banlieue de Frankton au niveau de la zone de la Forêt du Lac, passa à travers la zone d’activité de Frankton puis par-dessus les collines en direction de Hamilton West, où elle semble être passée entre le lac d'Hamilton et Victoria street (la rue principale), puis, elle s’est déplacée à travers le fleuve Waikato en direction de Hamilton East où les dommages survinrent dans les rues Wellington, Naylor et Grey streets. Les bâtiments furent secoués sur leurs fondations, les cheminées furent arrachées, les maisons perdirent leur toit, les arbres furent déracinés et les lignes électriques et de téléphone restèrent coupés, pendantes dans les rues.
L’air était rempli de tôle ondulée volantes, de branches d’arbres, de fragments de charpente et autres débris.
Une pluie intense accompagna la tempête et les éclairs illuminaient le ciel et le tonnerre gronda. La tempête passa rapidement et fut suivie d’un étrange calme.

## Éducation
- École de Frankton Primary School, ouverte le 3 avril 1911.
- L’école catholique St. Columba a été établie en 1918.